# Messier 19
Messier 19 (znany również jako M19 lub NGC 6273) – gromada kulista w gwiazdozbiorze Wężownika, odkryta 5 czerwca 1764 roku przez Charles’a Messiera.

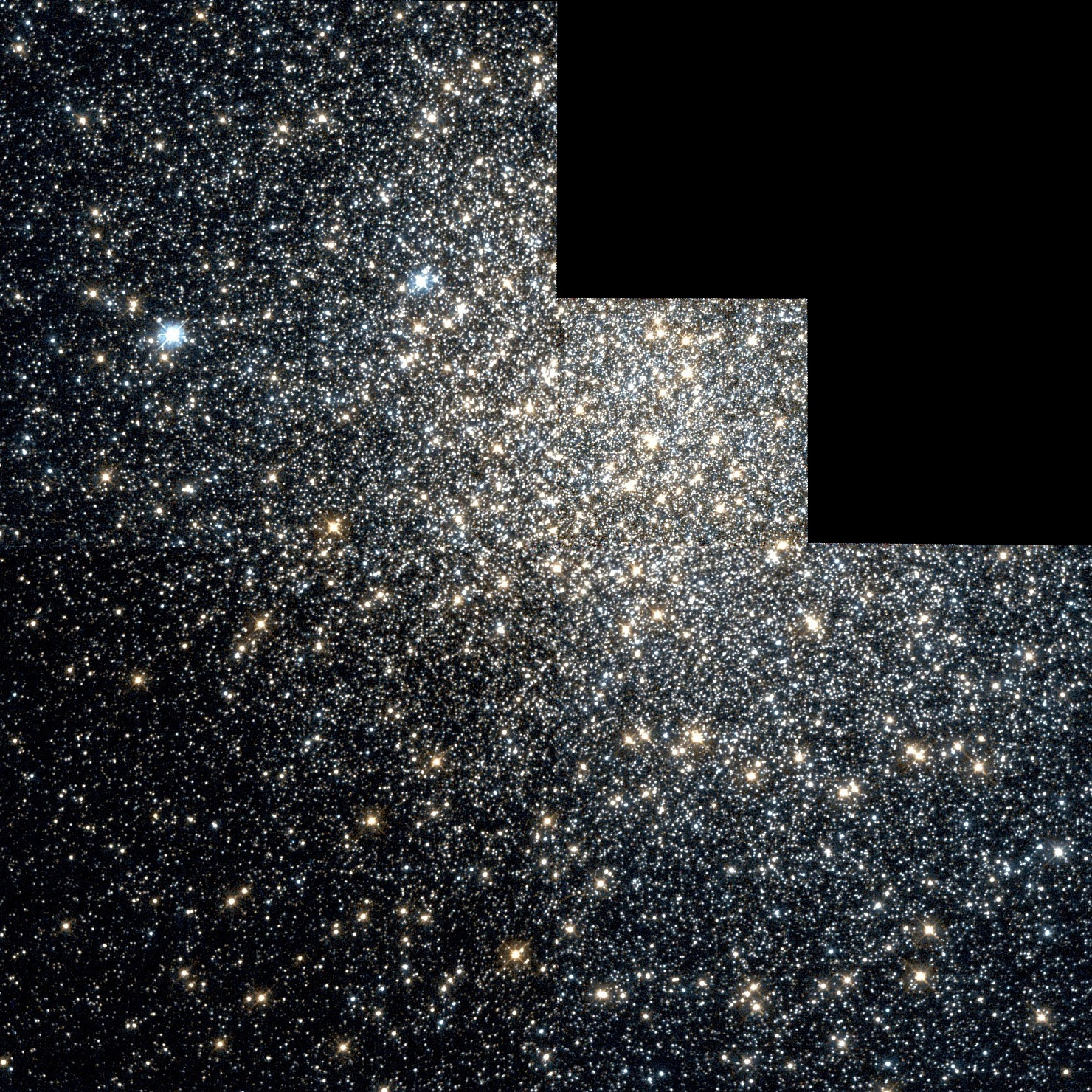
Zbliżenie centrum gromady (HST)

M19 jest jedną z najbardziej spłaszczonych gromad kulistych. Znajduje się w odległości 28 tysięcy lat świetlnych (8,6 kpc) od Ziemi i zaledwie 5,2 tysięcy lat świetlnych od centrum Galaktyki.
Ma średnicę 140 lat świetlnych lub 17 minut łukowych. Jasność M19 wynosi 6,8 magnitudo. Jej najjaśniejsze gwiazdy mają jasność około 14m.